# 다니구치 요시오

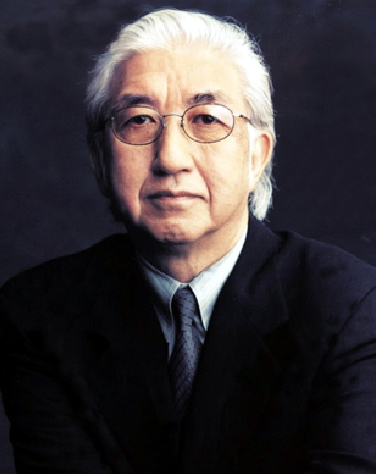

다니구치 요시오(谷口吉生, 1937년 10월 17일 ~ 2024년 12월 16일)는 2004년 11월 20일에 재개관한 뉴욕 현대 미술관의 재설계로 가장 잘 알려진 일본 건축가였다. 비평가들은 다니구치의 일본의 전통미학과 모더니즘 미학의 결합을 강조했다. 뉴욕 타임스에 기고한 마틴 필러(Martin Filler)는 "타니구치 건물의 빛나는 물질성과 차분한 분위기"를 칭찬하면서 건축가가 "명확성, 절제된 표현, 반대, 비대칭 및 비율이라는 전통적인 일본 전략을 활용하여 자신의 작품을 돋보이게 한다"라고 언급했다. 타임 (잡지) 평론가인 리차드 라카요(Richard Lacayo)는 "화려한 표현주의 건축 시대에 MoMA는 구식 모더니즘이라고 부를 수 있는 깔끔하고 직선적인 작품을 선택했다. 유리와 강철 구조를 미묘하게 업데이트한 버전이다"라고 썼다. 이 상자는 박물관이 1930년대에 처음으로 옹호한 것으로, 그 스타일이 모든 기업 본사에 채택되기 몇 년 전이다."